# Melitaea chitralipluvia
Melitaea chitralipluvia är en fjärilsart som beskrevs av Ruggero Verity 1929. Melitaea chitralipluvia ingår i släktet Melitaea och familjen praktfjärilar. Inga underarter finns listade i Catalogue of Life.